# Welwyn Hatfield
Welwyn Hatfield ist ein Verwaltungsbezirk mit dem Status eines Borough in der Grafschaft Hertfordshire in England. Er grenzt im Süden an Greater London und besteht aus den Städten Welwyn Garden City und Hatfield.
Der Bezirk wurde am 1. April 1974 gebildet und entstand aus der Fusion des Urban District Welwyn Garden City sowie der Rural Districts Welwyn und Hatfield. Der Bezirk hatte zunächst den Status eines District und stellte den Antrag, zu einem Borough erhoben zu werden. Der Privy Council gab am 15. November 2005 dazu seine Einwilligung, der Wechsel erfolgte am 22. Mai 2006.
Koordinaten: 51° 46′ N, 0° 11′ W